# Thevray
Thevray est une ancienne commune française, située dans le département de l'Eure en région Normandie, devenue le 1er janvier 2016 une commune déléguée au sein de la commune nouvelle de Mesnil-en-Ouche.

## Géographie
Village du pays d'Ouche.

## Toponymie
Le nom de la localité est attesté sous les formes anciennes latinisées Tevraium en 1170 et Tivreium vers 1200.
Nom de domaine gallo-roman *TIBERIACU, composé du suffixe -ACU précédé du nom d'homme latin (porté par un Gaulois romanisé) Tiberius.
Homonymie avec Thevray à Épuisay (Loir-et-Cher), Thiveyrat (forme occitane) et Zieverich (Rhénanie, forme germanisée).
En revanche, il ne convient pas de chercher un rapport avec Thiberville, qui contient le nom de personne germanique Theudebert.

## Politique et administration
| Période                                  | Période  | Identité      | Étiquette | Qualité |
| ---------------------------------------- | -------- | ------------- | --------- | ------- |
| mars 2001                                | En cours | Danièle Petit | DVD       |         |
| Les données manquantes sont à compléter. |          |               |           |         |

## Démographie
L'évolution du nombre d'habitants est connue à travers les recensements de la population effectués dans la commune depuis 1793. À partir du 1er janvier 2009, les populations légales des communes sont publiées annuellement dans le cadre d'un recensement qui repose désormais sur une collecte d'information annuelle, concernant successivement tous les territoires communaux au cours d'une période de cinq ans. 
Pour les communes de moins de 10 000 habitants, une enquête de recensement portant sur toute la population est réalisée tous les cinq ans, les populations légales des années intermédiaires étant quant à elles estimées par interpolation ou extrapolation. Pour la commune, le premier recensement exhaustif entrant dans le cadre du nouveau dispositif a été réalisé en 2007,.
En 2013, la commune comptait 291 habitants, en évolution de +3,93 % par rapport à 2008 (Eure : +2,66 %, France hors Mayotte : +2,49 %).
| 1793 | 1800 | 1806 | 1821 | 1831 | 1836 | 1841 | 1846 | 1851 |
| ---- | ---- | ---- | ---- | ---- | ---- | ---- | ---- | ---- |
| 656  | 702  | 714  | 639  | 665  | 673  | 640  | 650  | 627  |

| 1856 | 1861 | 1866 | 1872 | 1876 | 1881 | 1886 | 1891 | 1896 |
| ---- | ---- | ---- | ---- | ---- | ---- | ---- | ---- | ---- |
| 572  | 584  | 515  | 488  | 468  | 441  | 458  | 491  | 442  |

| 1901 | 1906 | 1911 | 1921 | 1926 | 1931 | 1936 | 1946 | 1954 |
| ---- | ---- | ---- | ---- | ---- | ---- | ---- | ---- | ---- |
| 419  | 419  | 364  | 317  | 327  | 296  | 312  | 325  | 329  |

| 1962 | 1968 | 1975 | 1982 | 1990 | 1999 | 2007 | 2012 | 2013 |
| ---- | ---- | ---- | ---- | ---- | ---- | ---- | ---- | ---- |
| 300  | 284  | 196  | 168  | 168  | 175  | 271  | 292  | 291  |

## Culture locale et patrimoine

### Lieux et monuments
- Tour de Thevray  Classée MH (1886)[9] : site à motte et basse-cour entourées de fossés en eau. Jacques de Chambray, grand bailli et gouverneur d'Évreux, remplaça à la fin du XVe siècle la motte originelle par une tour-résidence octogonale, flanquée vers la basse-cour d'un avant-corps rectangulaire abritant à sa base le pont-levis à flèches. La construction en grès, brique, d'utilisation rare dans la région à l'époque, et silex a donc la forme d'une tour octogonale dominée par un toit polygonal en forme d'éteignoir, prolongée par une aile rectangulaire surmontée d'un toit en fer de hache. Les mâchicoulis et l'existence du pont-levis montrent qu'il s'agit là d'un lieu de défense.
- Église Saint-Martin [10] des XVe et XVIe siècles.
- Château au lieu-dit Les jardins (1701) [11].

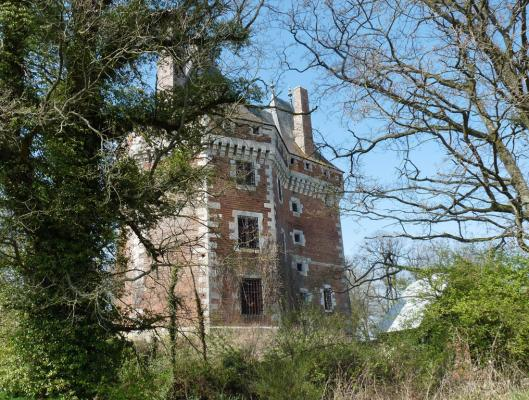
Château de Thevray.
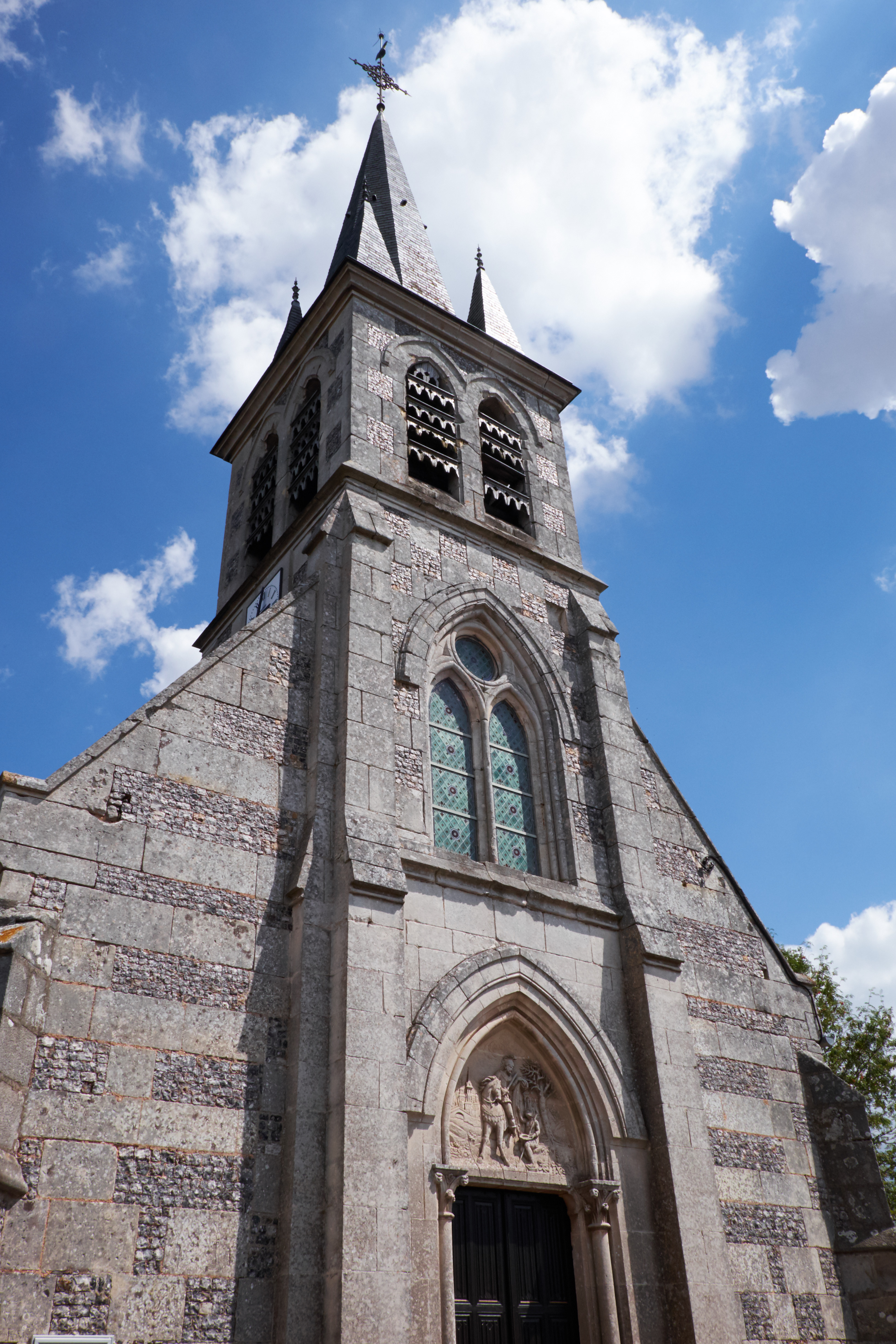
Église de Thevray (Ouest).
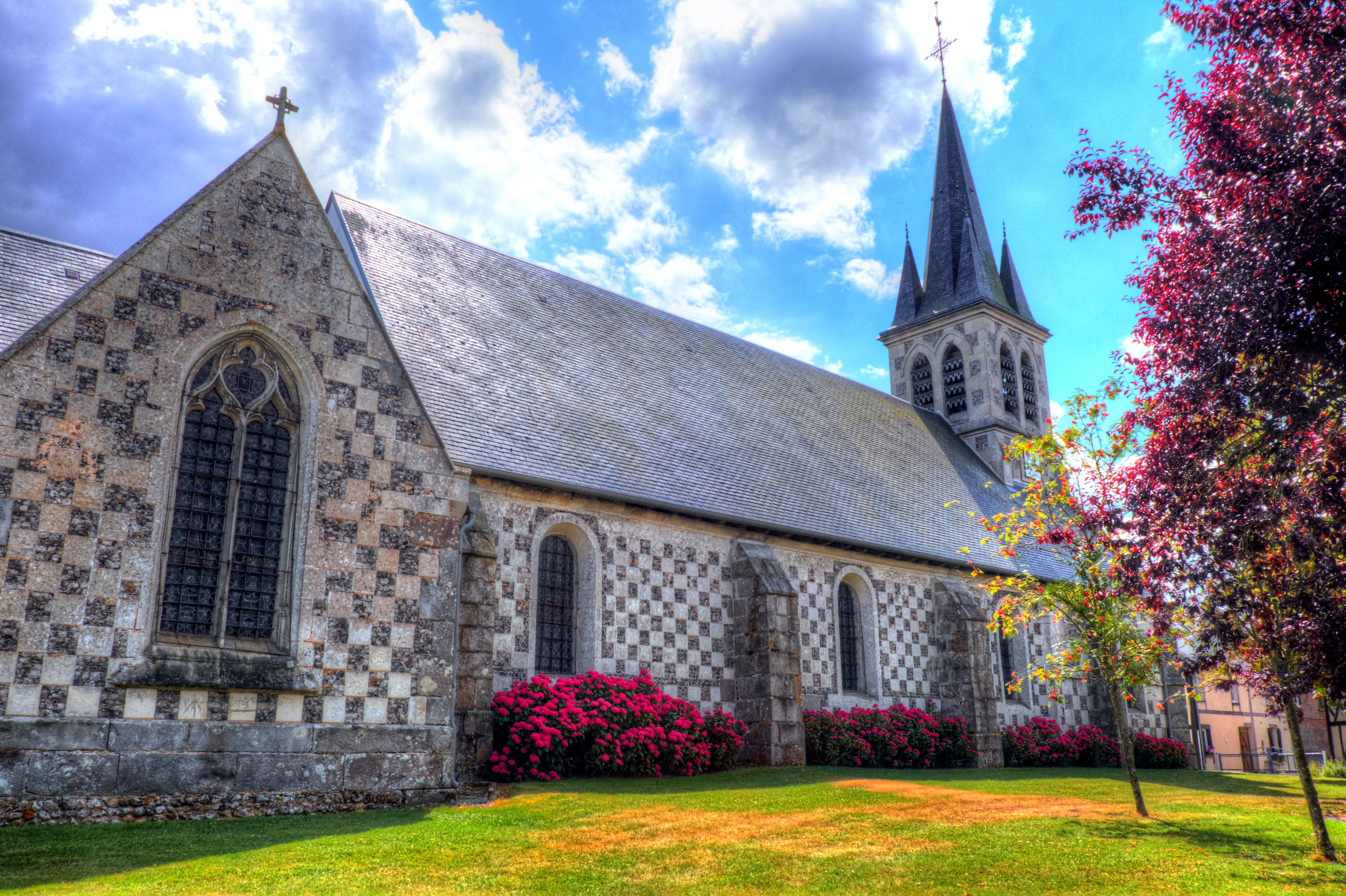
Église de Thevray (Nord).

### Personnalités liées à la commune
- Jacques de Chambray, cadet d'une famille de noblesse seconde, il hérite en 1478 de la seule seigneurie de Thevray[12], chevalier de l'Ordre du roi, chambellan du roi de France, grand bailli et gouverneur d'Évreux (1498), décédé le 4 mars 1504.

### Héraldique
| Blason de Thevray | Blason  | Tranché: au 1er de sinople à saint-Martin équestre d'argent, vêtu d'or partageant son manteau avec un mendiant d'argent, au 2e de tenné à la feuille de tilleul fleurie au naturel. |
| Blason de Thevray | Détails | Adopté le 14 septembre 2010. |